# Vin de sureau
 (mars 2025).
Améliorez-le ou discutez des points à vérifier. 
Le vin de sureau est un vin de fruits fait des baies fermentées du sureau. Il est commun dans les pays nordiques d’Europe.
Il est composé pour l'essentiel de baies de sureau, d'eau, d'épices à marination, de sucre et de levure.